# 핵 전자파 펄스
핵 전자파 펄스(nuclear electromagnetic pulse, nuclear EMP, NEMP)는 핵폭발로 인해 발생하는 전자기파 파열이다. 그 결과로 생기는 빠르게 변화하는 전기장과 자기장은 해로운 전류와 전압 급등을 일으키는 전기적, 전자적 시스템과 결부될 수 있다. 핵 EMP 사건의 특징은 여러 요인에 따라 다양한데, 그 요인 가운데 가장 중요한 것은 폭파 고도이다.
"전자파 펄스"라는 용어는 일반적으로 광선(적외선, 가시광선, 자외선)과 전이선(예: 엑스레이, 감마선)은 제외된다.

## 역사
전자파 펄스가 핵폭발에 의해 발생된다는 사실은 핵무기 시험 초기에 알려졌다. 그러나 EMP의 등급과 그 영향의 중대함은 그 즉시 식별되지 못했다.
1945년 7월 16일 미국의 첫 핵실험 중 전자장비는 차폐되었는데 그 이유는 엔리코 페르미가 전자파 펄스를 예측하였기 때문이다. 최초 핵 실험의 공식 기술적 기록에 따르면 "모든 신호선은 완전히 차폐되었으며 다수의 경우 두 번 차폐되었다. 기록 장비를 마비시킨 폭발 당시 거짓된 개선으로 인해 기록 중 상당수가 소실되었다."

## 같이 보기
- 지향성 에너지 무기 (DEW)
- 전자파 적합성 (EMC)
- 전자기학
- 전자전
- 패러데이 전자기 유도 법칙
- 감마선 폭발
- 지자기폭풍
- 지향성 에너지 무기
- 스타피시 프라임
- 핵테러

## 추가 문헌
- COMMISSION TO ASSESS THE THREAT TO THE UNITED STATES FROM ELECTROMAGNETIC PULSE (EMP) ATTACK (July 2017). “Assessing the Threat From EMP Attack - Executive Report” (PDF). 《www.dtic.mil》. 2019년 12월 10일에 원본 문서 (PDF)에서 보존된 문서. 2020년 2월 15일에 확인함.
- ISBN 978-1-59-248389-1 A 21st Century Complete Guide to Electromagnetic Pulse (EMP) Attack Threats, Report of the Commission to Assess the Threat to the United States from Electromagnetic ... High-Altitude Nuclear Weapon EMP Attacks (CD-ROM)
- ISBN 978-0-16-056127-6 Threat posed by electromagnetic pulse (EMP) to U.S. military systems and civil infrastructure: Hearing before the Military Research and Development Subcommittee - first session, hearing held July 16, 1997 (Unknown Binding)
- ISBN 978-0-471-01403-4 Electromagnetic Pulse Radiation and Protective Techniques
- ISBN 978-0-16-080927-9 Report of the Commission to Assess the Threat to the United States from Electromagnetic Pulse (EMP) Attack